# Ink (Coldplay)
Ink è un singolo del gruppo musicale britannico Coldplay, pubblicato il 13 ottobre 2014 come quinto estratto dal sesto album in studio Ghost Stories.

## Descrizione
Terza traccia di Ghost Stories, Ink è un brano soft caratterizzato principalmente dalle percussioni intrecciate a particolari di riff di chitarra, definiti "pensierosi" da Jason Lipshutz della rivista statunitense Billboard.

## Pubblicazione
Ink è stato inizialmente reso disponibile il 13 ottobre 2014 in Italia per la sola rotazione radiofonica. In concomitanza con l'annuncio da parte del gruppo dell'album dal vivo Ghost Stories Live 2014, la versione dal vivo del brano presente in quest'ultimo album è stata pubblicata per il download digitale.
Il 18 novembre il brano è stato pubblicato per la rotazione radiofonica anche negli Stati Uniti d'America.

## Video musicale
Il videoclip è stato presentato in anteprima attraverso il sito ufficiale del gruppo il 26 novembre 2014. Realizzato interamente in animazione, si tratta di un video interattivo, nel quale ciascuno è in grado di personalizzare a piacere lo svolgimento della storia del video. Il gruppo stesso ha successivamente pubblicato la versione più personalizzata dai fan il 10 dicembre, attraverso il proprio canale YouTube.
Per il brano è stato girato anche un video dal vivo, incentrato sull'esecuzione del gruppo alla Royal Albert Hall di Londra ed inserito nel DVD Ghost Stories Live 2014.

## Tracce
CD promozionale (Italia)
1. Ink – 3:48
2. Ink (Instrumental) – 3:48

Download digitale
1. Ink (Live at Le Casino de Paris, Paris) – 4:09

## Formazione
- Chris Martin – voce, chitarra acustica
- Jonny Buckland – chitarra elettrica
- Guy Berryman – basso
- Will Champion – batteria, voce

## Classifiche
| Classifica (2014) | Posizione massima |
| ----------------- | ----------------- |
| Belgio (Fiandre)  | 54                |
| Belgio (Vallonia) | 66                |
| Paesi Bassi       | 80                |
| Regno Unito       | 156               |

## Date di pubblicazione
| Paese       | Data di pubblicazione | Formati |                 |                   |
| ----------- | --------------------- | ------- | --------------- | ----------------- |
| Italia      | 13 ottobre 2014       | Airplay |                 |                   |
| Italia      | 13 ottobre 2014       | Mondo   | 21 ottobre 2014 | Download digitale |
| Stati Uniti | 18 novembre 2014      | Airplay |                 |                   |